# Rallye de Suède 1971
Le Rallye de Suède 1971 (22e Sweden Kak Rallyt), disputé du 17 au 21 février 1971, est la neuvième manche du Championnat international des marques (IRC) courue depuis 1970 et la deuxième manche du Championnat international des marques 1971.

## Contexte avant la course

### Le championnat international des rallyes pour marques

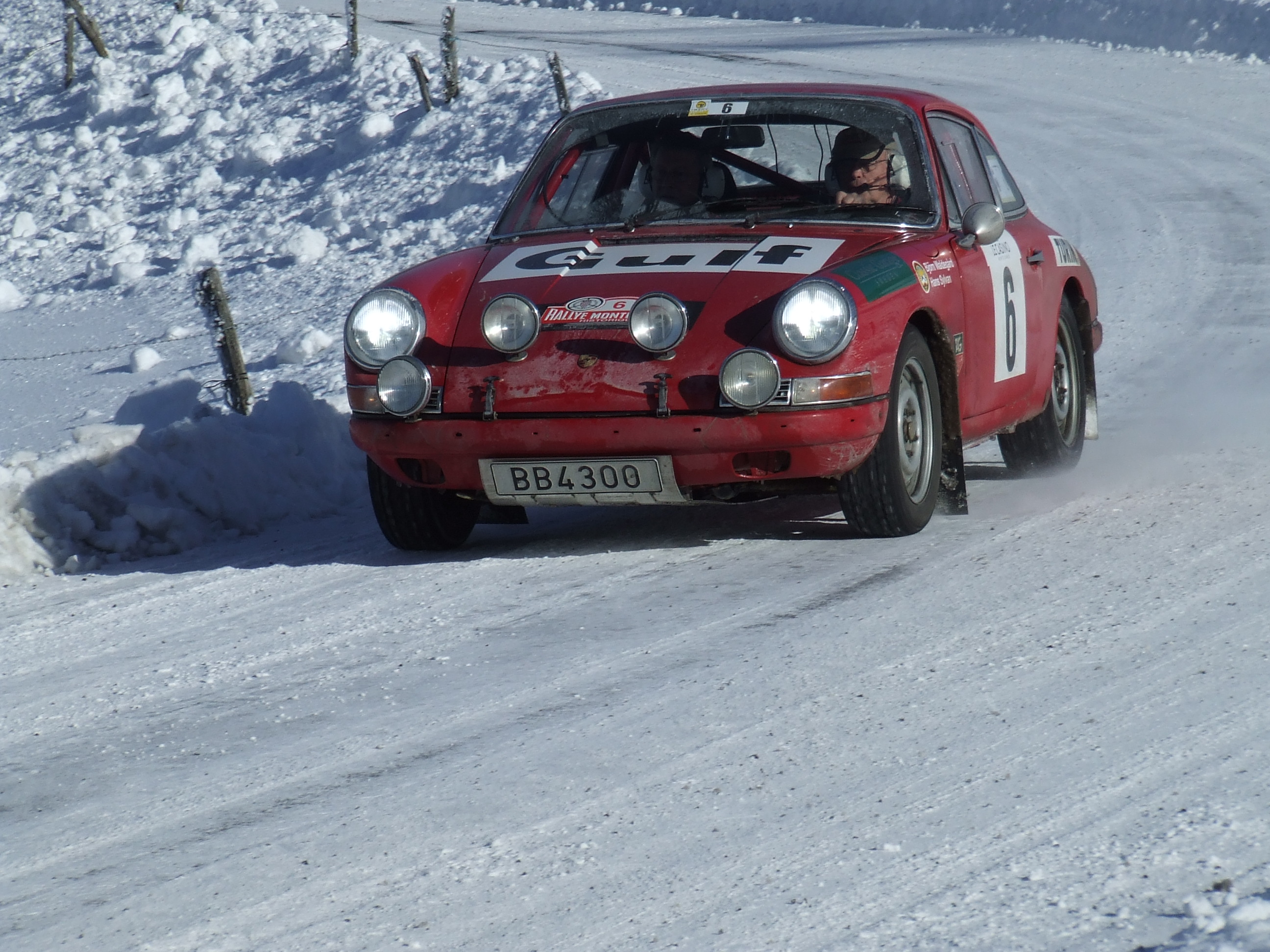
La Porsche 911 a remporté trois victoires au cours de la saison 1970, permettant au constructeur allemand de conquérir le titre international des constructeurs.

Alors que le championnat d'Europe des rallyes pour conducteurs fut créé en 1953, ce n'est que quinze ans plus tard, en 1968 qu'apparut le championnat d'Europe des rallyes pour marques (ERC), Ford devenant cette année-là le premier constructeur titré dans la discipline. En 1970, le championnat devint intercontinental et fut rebaptisé championnat international des rallyes pour marques (IRCM) en intégrant une épreuve africaine, le Safari. Le calendrier 1971 comprend neuf manches, deux de plus que l'année précédente grâce à l'ajout du Rallye du Maroc et au retour de la Coupe des Alpes. Les épreuves sont réservées aux catégories suivantes :
- Groupe 1 : voitures de tourisme de série
- Groupe 2 : voitures de tourisme spéciales
- Groupe 3 : voitures de grand tourisme de série
- Groupe 4 : voitures de grand tourisme spéciales

En 1970, le championnat ERC s'était joué entre Alpine et Porsche, le constructeur allemand remportant le titre à l'issue d'une saison très disputée. Les deux marques seront de nouveau les principales protagonistes en 1971, Alpine ayant pris l'avantage lors de la première manche, en classant trois de ses voitures aux trois premières places du Rallye Monte-Carlo. Les écuries Lancia et Fiat seront également des acteurs assidus du championnat.

### L'épreuve
Le premier Rallye du soleil de minuit eut lieu en juin 1950. Cette épreuve estivale parcourait les forêts scandinaves jusqu'au cercle polaire arctique. L'excellente qualité d'organisation de cette épreuve, disputée sur des pistes en parfait état, lui apporta rapidement une dimension internationale et son intégration, dès 1953, au championnat européen de grand tourisme. En raison de l'accroissement du tourisme au cours des années 1960, les organisateurs prirent la décision d'avancer à février la date de la manifestation, l'épreuve, rebaptisée Rallye de Suède, devenant hivernale, avec un parcours alternant chemins enneigés et rivières ou lacs gelés. Comptant trois succès consécutifs (1968, 1969 et 1970), tous acquis sur Porsche, Björn Waldegård détient le record de victoires en Suède.

## Le parcours
- départ : 17 février 1971 de Göteborg
- arrivée : 21 février 1971 à Göteborg

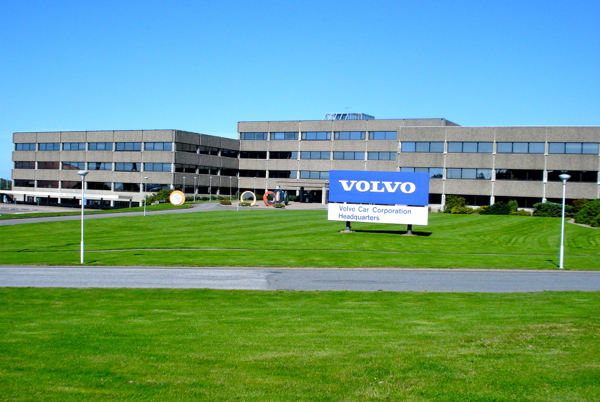
Le départ sera donné depuis l'usine Volvo de Göteborg.

- distance : environ 2 800 km dont 1 100 km sur 29 épreuves spéciales (35 épreuves initialement prévues pour un total de 1 200 km)
- surface : neige et glace
- Parcours divisé en deux étapes[4]

### Première étape
- Göteborg - Torsby - Siljansnäs - Torsby, 1 400 km, du 17 au 19 février
- 16 épreuves spéciales (18 épreuves initialement prévues, ES 2, 4 annulées)

### Deuxième étape
- Torsby - Malung - Göteborg, 1 400 km, du 19 au 21 février
- 13 épreuves spéciales (17 épreuves initialement prévues, ES 19, 20, 32, 33 annulées)

## Les forces en présence
- Porsche

Ayant remporté cinq fois (entre 1952 et 1963) le Rallye du Soleil de minuit ainsi que les trois dernières éditions de la version hivernale du Rallye de Suède, la marque allemande est nettement favorite au départ de Göteborg. Deux 911 S groupe 4 sont officiellement engagées, pour les équipages Åke Andersson/Bo Thorszelius et Björn Waldegård/Lars Helmér. Ces coupés sont dotés d'un moteur six cylindres à plat de 2195 cm3 refroidi par air, monté en porte-à-faux arrière, d'une puissance de l'ordre de 200 chevaux. Soutenu par Scania-Vabis, Jerry Larsson, copiloté par Claes Billstam, dispose d'une 911 S groupe 3 de 180 chevaux.
- Saab

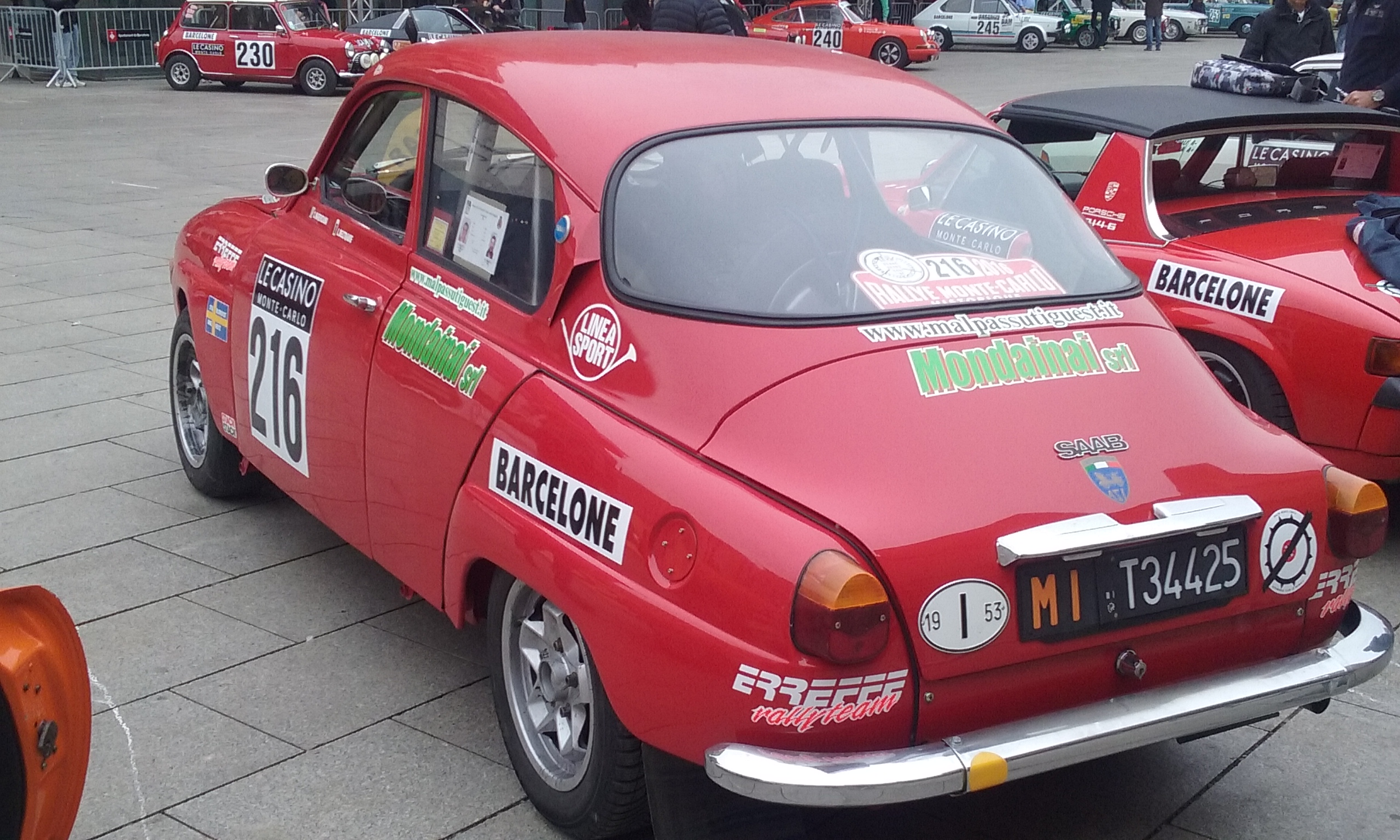
Une Saab 96 V4 groupe 2 lors d'une manifestation historique.

La marque suédoise aligne officiellement trois coachs 96 groupe 2. Ils sont confiés à Stig Blomqvist/Arne Hertz et Tom Trana/Sölve Andreasson et Carl Orreniuss/Lars Persson, mais ces derniers ont été pris en excès de vitesses lors des reconnaissance et les organisateurs leur ont interdit de prendre le départ. Très soigneusement préparées, ces voitures à roues avant motrices sont dotées d'un moteur V4 de Ford 17M, dont la cylindrée initiale de 1699 cm3 a été portée à 1840 cm3 après réalésage, la puissance maximale étant d'environ 140 chevaux. Per Eklund, navigué par Rolf Carlsson, dispose d'une voiture moins récente, à moteur de Ford 15M (cylindrée portée de 1498 à 1590 cm3, 135 chevaux). Il bénéficie de l'assistance d'usine, tout comme l'équipage privé Lasse Jönsson/Alf Qvist. Les Saab pèsent environ une tonne.
- Alpine

Jean Redelé a engagé deux berlinettes A110 1600 S groupe 4 pour Ove Andersson/Agne Nordlund et Jean-Luc Thérier/Claude Roure. Dotées d'un moteur quatre cylindres de 1565 cm3 en porte-à-faux arrière, elles bénéficient d'un excellent rapport poids/puissance, pesant moins de 700 kg et disposant de plus de 150 chevaux.
- Lancia

Sandro Munari et Simo Lampinen étant retenus par les reconnaissances du prochain Safari, la Scuderia Lancia a engagé une seule voiture, pour Harry Källström/Gunnar Häggbom. L'équipage suédois dispose  d'une Fulvia HF groupe 4 relativement ancienne, équipée de portières en acier, l'écurie craignant que les portes en alliage ne soient pas suffisamment étanches dans la neige. Cette traction est motorisée par un V4 de 1584 cm3 alimenté par deux carburateurs Dell'Orto à double-corps et développant 150 chevaux. Elle pèse environ 900 kg.
- Fiat

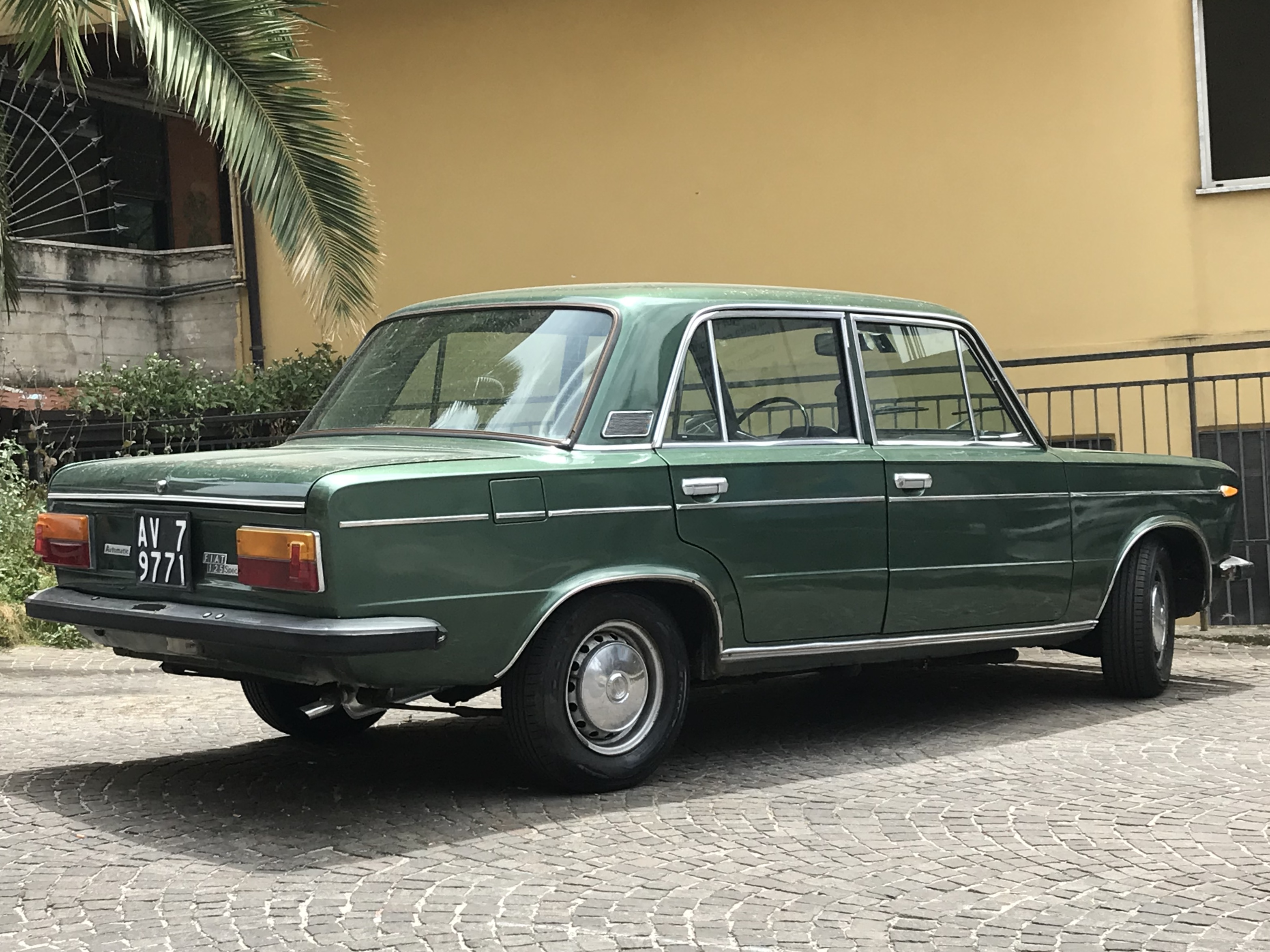
Une Fiat 125 Special proche de celle que pilotera Håkan Lindberg, un des favoris du groupe 1.

Le grand constructeur turinois a engagé trois voitures pour l'épreuve suédoise. Alors que son équipage le plus expérimenté, Håkan Lindberg/Bo Reinike, vise la victoire en groupe 1 avec une 125 Special de série, les deux voitures les plus puissantes ont été confiées à des débutants en Suède : Alcide Paganelli/‘Ninni’ Russo disposent d'une 124 Spider groupe 4, Giuseppe Ceccato/Helmut Eisendle d'une 125 Special groupe 2. Les trois voitures sont à transmission classique et ont la même mécanique de base, un quatre cylindres de 1608 cm3. Alors que la berline de série, qui pèse 1050 kg, a une puissance de 100 chevaux, la versions groupe 2, allégée d'une cinquantaine de kg, est poussée à 140 chevaux, tout comme le spider groupe 4, qui ne pèse que 900 kg.
- Ford

Développant en parallèle sa nouvelle GT70, Ford Boreham n'engage qu'une seule voiture pour Timo Mäkinen/Gunnar Palm, une Escort RS1600 groupe 2. Cette berline a transmission classique est équipée d'un moteur Cosworth BDA de 1790 cm3 développant près de 200 chevaux.
- Opel

GM Suède aligne six Kadett Rallye, deux en version groupe 2 pour Jan Henriksson/Lars-Erik Carlström et Ove Eriksson/Börje Österberg ainsi que quatre en version groupe 1 pour Lars-Ingvar Ytterbring/Rainer Callin, Lillebror Nasenius/Björn Cederberg, Gunnar Blomqvist/Ingelöv Blomqvist et Sylvia Österberg/Ingemar Österberg. L'équipage privé Anders Kulläng/Donald Karlsson dispose quant à lui d'une Kadett groupe 1 également préparée par l'usine. Près d'une vingtaine de pilotes indépendants défendent les couleurs d'Opel. Dotées d'une transmission classique, les Kadett Rallye sont animées par un quatre cylindres de 1897 cm3 développant une centaine de chevaux en préparation groupe 1 et 160 pour les versions groupe 2. Elles pèsent environ 900 kg.
- BMW

Une quinzaine d'équipages privés, tous sur BMW 2002, représentent la marque bavaroise. Les plus en vue sont Anders Gullberg/Leif Wåhlin et Ingvar Carlsson/Conny Nyström, sur des 2002 Ti groupe 1 (transmission classique, moteur 4 cylindres, 1990 cm3 - 120 chevaux - 940 kg). L'équipage Lars Nyström/Conny Nyström dispose d'une version groupe 2 préparée chez Alpina, légèrement plus puissante.
- DAF

Le constructeur néerlandais engage trois 55 Marathon groupe 2 pour Claude Laurent/Jacques Marché, Rob Slotemaker/Rob Janssen et Jean-Louis Haxhe/Christian Delferrier. Ces petites berlines à transmission classique, avec variateur de vitesse mécanique, ont un moteur Renault de 1150 cm3 développant 70 chevaux.

## Déroulement de la course

### Première étape

#### Göteborg - Torsby
Les équipages partent de l'usine Volvo de Göteborg, le mercredi soir, par une température exceptionnellement clémente pour la saison. La première épreuve chronométrée se dispute sur une patinoire située près du stade de la ville, les concurrents s'élançant par séries de quatre pour accomplir quatre tours d'un anneau de 600 mètres. Sur sa Ford Escort, Timo Mäkinen réalise le meilleur temps et prend la tête du rallye, devant la Porsche d'Åke Andersson et l'Alpine de Jean-Luc Thérier, le Français ayant fait forte impression pour sa première participation en Suède. Son coéquipier Ove Andersson est moins bien loti, ayant calé au départ et perdu une dizaine de secondes. Tombé en panne sèche dans son dernier tour, Harry Källström (Scuderia Lancia|Lancia) a perdu encore plus de temps. Le classement va cependant être bouleversé dès les épreuves sur piste : le redoux apparu les jours précédents a fait fondre la neige damée et c'est sur une fine couche de neige fraîche que les pilotes évoluent. Les premiers à passer vont être pénalisés par l'absence de rails et les voitures de tourisme, parties plus tard, vont créer la surprise. Au volant de sa Saab 96 V4, très à l'aise dans ces conditions, Stig Blomqvist prend le commandement de la course, juste devant la BMW de l'étonnant Lars Nyström, auteur du meilleur temps dans le secteur de Kroppefjäll. La tendance se confirme dans les secteurs suivants, les favoris comme Björn Waldegård (Porsche) ou Källström concédant régulièrement du terrain aux meilleurs des groupes 1 et 2. Au cœur de la nuit, lors du premier regroupement de Torsby, Blomqvist est toujours en tête, avec plus d'une demi-minute d'avance sur les Opel d'Ove Eriksson et d'Anders Kulläng, ce dernier étant en tête du groupe 1. Nyström a rétrogradé à la quatrième place, à plus d'une minute du leader. La première voiture de grand tourisme, la Porsche de Waldegård, ne figure qu'en neuvième position, avec déjà deux minutes et demie de retard. Après un début de course très prometteur, Thérier est sorti de la route dans le secteur de Långjohanstorp et a cassé une roue de son Alpine ; n'étant pas parvenu à réparer dans les délais, il a dû renoncer. Sur l'autre Alpine, Andersson a eu des problèmes de moteur, puis de refroidissement ; le vainqueur du Rallye Monte-Carlo pointe au delà de la vingtième place et a perdu tout espoir de bien figurer.

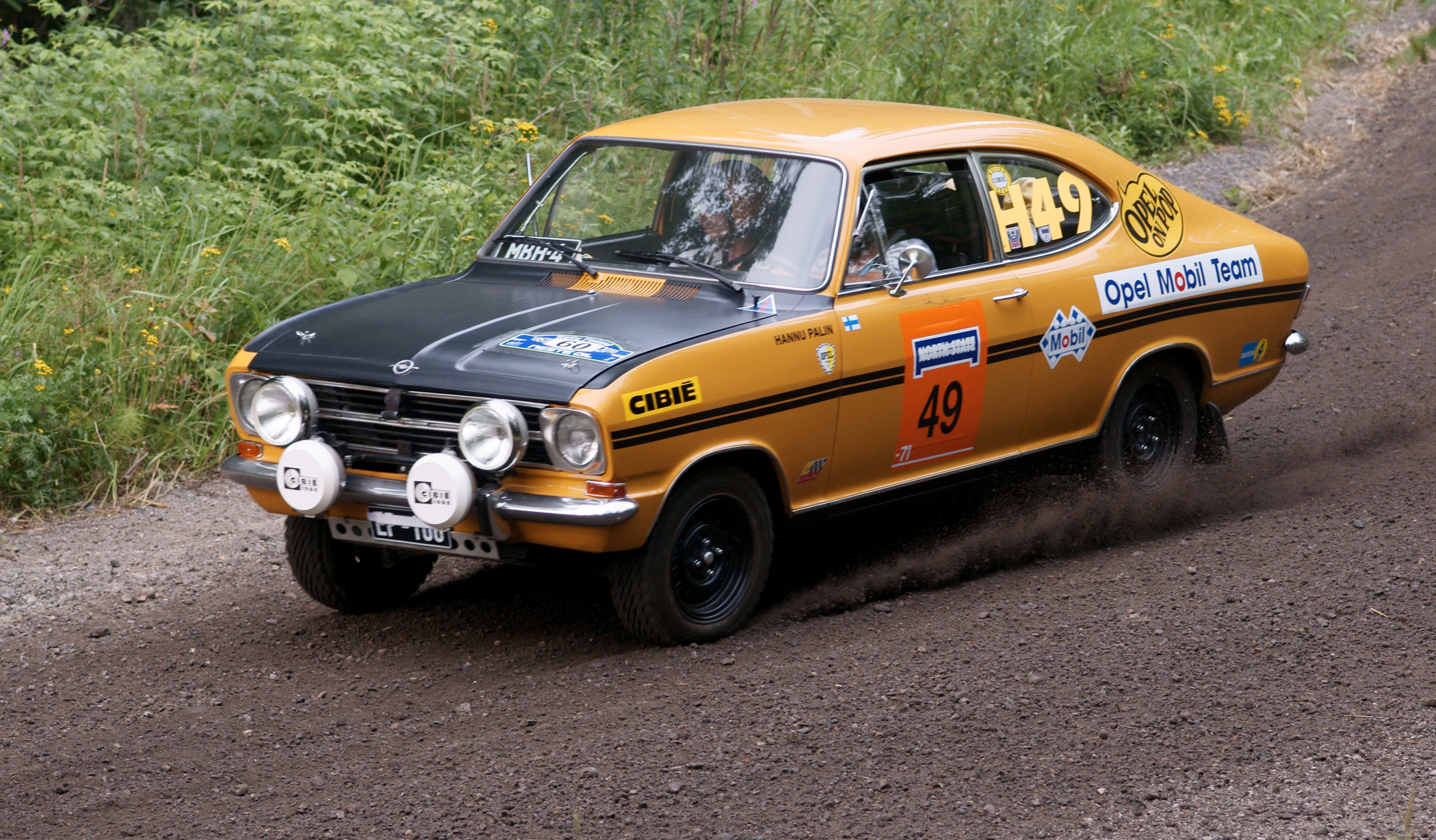
Une Opel Kadett Rallye semblable à celle d'Anders Kulläng, leader du groupe 1 et surprenant troisième du classement provisoire au regroupement de Torsby.

| Pos. | Pilote             | Copilote            | Voiture                | Groupe | Temps           | Écart        |
| ---- | ------------------ | ------------------- | ---------------------- | ------ | --------------- | ------------ |
| 1    | Stig Blomqvist     | Arne Hertz          | Saab 96 V4             | 2      | 1 h 14 min 49 s |              |
| 2    | Ove Eriksson       | Börje Österberg     | Opel Kadett Rallye     | 2      | 1 h 15 min 23 s | + 34 s       |
| 3    | Anders Kulläng     | Donald Karlsson     | Opel Kadett Rallye     | 1      | 1 h 15 min 33 s | + 44 s       |
| 4    | Lars Nyström       | Conny Nyström       | BMW 2002 Ti            | 2      | 1 h 16 min 03 s | + 1 min 14 s |
| 5    | Jan Henriksson     | Lars-Erik Carlström | Opel Kadett Rallye     | 2      | 1 h 16 min 09 s | + 1 min 20 s |
| 6    | Anders Gullberg    | Leif Wåhlin         | BMW 2002 Ti            | 1      | 1 h 16 min 24 s | + 1 min 35 s |
| 7    | Gunnar Blomqvist   | Ingelöv Blomqvist   | Opel Kadett Rallye     | 1      | 1 h 16 min 47 s | + 1 min 58 s |
| 8    | Lillebror Nasenius | Björn Cederberg     | Opel Kadett Rallye     | 1      | 1 h 17 min 00 s | + 2 min 11 s |
| 9    | Björn Waldegård    | Lars Helmér         | Porsche 911 S          | 4      | 1 h 17 min 08 s | + 2 min 19 s |
| 10   | Per Eklund         | Rolf Carlsson       | Saab 96 V4             | 2      | 1 h 17 min 19 s | + 2 min 30 s |
| 11   | Tom Trana          | Sölve Andreasson    | Saab 96 V4             | 2      | 1 h 17 min 36 s | + 2 min 47 s |
| 12   | Harry Källström    | Gunnar Häggbom      | Lancia Fulvia coupé HF | 4      | 1 h 18 min 28 s | + 3 min 39 s |
| 13   | Sören Skanse       | Jan Nygard          | Volvo 142              | 2      | 1 h 18 min 38 s | + 3 min 49 s |
| 14   | Timo Mäkinen       | Gunnar Palm         | Ford Escort RS1600     | 2      | 1 h 18 min 46 s | + 3 min 57 s |
|      |                    |                     |                        |        |                 |              |
| 16   | Håkan Lindberg     | Bo Reinike          | Fiat 125 S             | 1      | 1 h 19 min 26 s | + 4 min 37 s |
|      |                    |                     |                        |        |                 |              |
| 20   | Åke Andersson      | Bo Thorszelius      | Porsche 911 S          | 4      | 1 h 20 min 15 s | + 5 min 26 s |

#### Torsby - Siljansnäs - Torsby

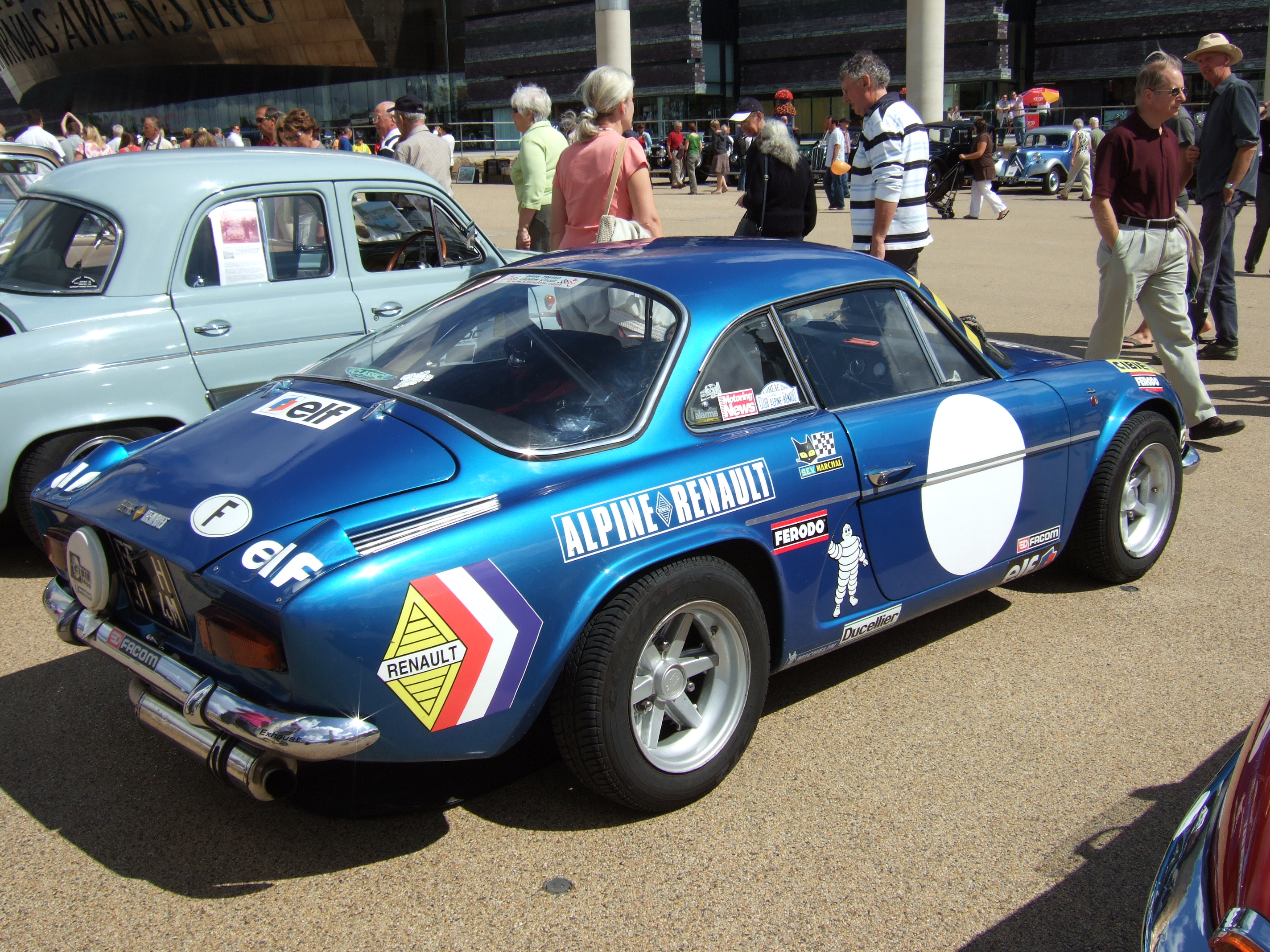
Triomphatrices à Monte-Carlo, les Alpine A110 n'ont pas connu la même réussite en Suède, les deux voitures officiellement engagées n'ayant pas terminé la première étape.

Les concurrents repartent au petit matin, pour une longue boucle au nord de Torsby. Eklund (Saab), qui était dixième, abandonne peu après, bielle coulée. Rob Slotemaker sort de la route et endommage sa DAF dans le même secteur, renonçant également. Toujours aux avant-postes, Blomqvist va accentuer son avance au cours de la journée. Malgré des températures plus froides que la veille, sur des routes où la neige damée favorise les voitures les plus puissantes, il creuse régulièrement l'écart sur les autres favoris et achève l'étape avec près de deux minutes d'avance sur Eriksson et plus de trois sur Nyström, qui a dépassé Kulläng. Utilisant au mieux la puissance de sa Porsche, Waldegård est remonté à la sixième place, derrière l'Opel de Jan Henriksson, mais accuse désormais plus de cinq minutes de retard sur l'équipage de tête. Ove Andersson n'a pas dépassé Siljansnäs, une fuite d'huile ayant mis à mal la transmission de son Alpine.
| Pos. | Pilote             | Copilote            | Voiture                | Groupe | Temps           | Écart         |
| ---- | ------------------ | ------------------- | ---------------------- | ------ | --------------- | ------------- |
| 1    | Stig Blomqvist     | Arne Hertz          | Saab 96 V4             | 2      | 4 h 24 min 37 s |               |
| 2    | Ove Eriksson       | Börje Österberg     | Opel Kadett Rallye     | 2      | 4 h 26 min 33 s | + 1 min 56 s  |
| 3    | Lars Nyström       | Conny Nyström       | BMW 2002 Ti            | 2      | 4 h 27 min 46 s | + 3 min 09 s  |
| 4    | Anders Kulläng     | Donald Karlsson     | Opel Kadett Rallye     | 1      | 4 h 27 min 54 s | + 3 min 17 s  |
| 5    | Jan Henriksson     | Lars-Erik Carlström | Opel Kadett Rallye     | 2      | 4 h 29 min 11 s | + 4 min 34 s  |
| 6    | Björn Waldegård    | Lars Helmér         | Porsche 911 S          | 4      | 4 h 30 min 31 s | + 5 min 54 s  |
| 7    | Anders Gullberg    | Leif Wåhlin         | BMW 2002 Ti            | 1      | 4 h 31 min 03 s | + 6 min 26 s  |
| 8    | Lillebror Nasenius | Björn Cederberg     | Opel Kadett Rallye     | 1      | 4 h 31 min 35 s | + 6 min 58 s  |
| 9    | Håkan Lindberg     | Bo Reinike          | Fiat 125 S             | 1      | 4 h 31 min 39 s | + 7 min 02 s  |
| 10   | Harry Källström    | Gunnar Häggbom      | Lancia Fulvia coupé HF | 4      | 4 h 33 min 09 s | + 8 min 32 s  |
| 11   | Tom Trana          | Sölve Andreasson    | Saab 96 V4             | 2      | 4 h 33 min 20 s | + 8 min 43 s  |
| 12   | Timo Mäkinen       | Gunnar Palm         | Ford Escort RS1600     | 2      | 4 h 34 min 54 s | + 10 min 17 s |
| 13   | Åke Andersson      | Bo Thorszelius      | Porsche 911 S          | 4      | 4 h 35 min 29 s | + 10 min 52 s |

### Deuxième étape

#### Torsby - Malung
Il ne neige pas lorsque les équipages repartent de Torsby, le samedi matin. Dans ces conditions, Waldegård et Källström exploitent au mieux la puissance de leurs voitures et rattrapent une bonne partie de leur retard. En seulement quelques épreuves, ils remontent respectivement aux quatrième et sixième places, et peuvent désormais envisager une place sur le podium. Mais sur le parcours de liaison Waldegård se fait prendre pour excès de vitesse (limitée à cet endroit à 90 km/h), infraction qui lui coûte cinq minutes de pénalisation routière et le fait rétrograder en dixième position ! Eriksson, qui se maintenait à la place de dauphin, subit le même sort et perd également plusieurs places. Blomqvist possède désormais une confortable avance de plus de trois minutes sur la BMW de Nyström, Henriksson étant maintenant troisième, environ deux minutes devant Källström. Blomqvist ne prend plus aucun risque, se contentant de contrôler l'écart sur ses poursuivants. Au regroupement de Malung, il conserve néanmoins trois minutes de marge sur Nyström et plus de six sur Henriksson, ce dernier étant maintenant sous la menace directe de Källström, revenu à une cinquantaine de secondes de l'Opel. Cinquième, Kulläng est toujours nettement en tête du groupe 1. Giuseppe Ceccato a abandonné dans la dernière épreuve de la journée, officiellement à cause d'une sortie de route mais bizarrement sa Fiat sera ramenée le lendemain au parc d'assistance avec une carrosserie intacte mais un moteur ne tournant plus !
| Pos. | Pilote             | Copilote            | Voiture                | Groupe | Temps           | Écart         |
| ---- | ------------------ | ------------------- | ---------------------- | ------ | --------------- | ------------- |
| 1    | Stig Blomqvist     | Arne Hertz          | Saab 96 V4             | 2      | 6 h 19 min 53 s |               |
| 2    | Lars Nyström       | Conny Nyström       | BMW 2002 Ti            | 2      | 6 h 22 min 57 s | + 3 min 04 s  |
| 3    | Jan Henriksson     | Lars-Erik Carlström | Opel Kadett Rallye     | 2      | 6 h 26 min 11 s | + 6 min 18 s  |
| 4    | Harry Källström    | Gunnar Häggbom      | Lancia Fulvia coupé HF | 4      | 6 h 27 min 03 s | + 7 min 10 s  |
| 5    | Anders Kulläng     | Donald Karlsson     | Opel Kadett Rallye     | 1      | 6 h 27 min 21 s | + 7 min 28 s  |
| 6    | Ove Eriksson       | Börje Österberg     | Opel Kadett Rallye     | 2      | 6 h 27 min 57 s | + 8 min 04 s  |
| 7    | Anders Gullberg    | Leif Wåhlin         | BMW 2002 Ti            | 1      | 6 h 29 min 43 s | + 9 min 50 s  |
| 8    | Åke Andersson      | Bo Thorszelius      | Porsche 911 S          | 4      | 6 h 29 min 50 s | + 9 min 57 s  |
| 9    | Lillebror Nasenius | Björn Cederberg     | Opel Kadett Rallye     | 1      | 6 h 30 min 09 s | + 10 min 16 s |
| 10   | Björn Waldegård    | Lars Helmér         | Porsche 911 S          | 4      | 6 h 30 min 22 s | + 10 min 29 s |
| 11   | Håkan Lindberg     | Bo Reinike          | Fiat 125 S             | 1      |                 |               |
| 12   | Tom Trana          | Sölve Andreasson    | Saab 96 V4             | 2      |                 |               |
| 13   | Timo Mäkinen       | Gunnar Palm         | Ford Escort RS1600     | 2      |                 |               |

#### Malung - Göteborg
Le retour sur Göteborg va se dérouler entièrement de nuit, les concurrents repartant de Malung le samedi soir, après dîner. Alors que les deux premières positions sont clairement établies, l'intérêt de la course se reporte sur la bataille pour la troisième place. Henriksson parvient tout d'abord à creuser légèrement l'écart sur la Lancia de Källström mais une défaillance de la pompe à essence de son Opel va mettre un terme à sa belle prestation. Mäkinen, qui occupait la treizième place, avait abandonné un peu plus tôt, embrayage hors d'usage. Le dernier incident notable va se produire dans l'avant-dernier secteur chronométré : alors qu'il remontait au classement et pouvait viser la deuxième place en tourisme de série, Håkan Lindberg est violemment sorti de la route. Blessé, il sera emmené au prochain poste de secours par son coéquipier Alcide Paganelli, arrivé sur les lieux quelques minutes plus tard, Lindberg prenant alors la place du copilote ‘Ninni’ Russo, qui effectuera quelques kilomètres dans le coffre du Spider Spider Fiat. La course se termine sans autre incident notable, Blomqvist remportant sa première grande victoire internationale avec cinq minutes d'avance sur Nyström. Troisième, Källström s'impose en groupe 4, devançant la Porsche de Waldegård, auteur d'une superbe remontée. La victoire en groupe 1 revient à l'Opel de Kulläng, septième du classement général. Cinquante-trois voitures ont atteint l'arrivée.

### Classements intermédiaires
Classements intermédiaires des pilotes après chaque épreuve spéciale.

### Classement général

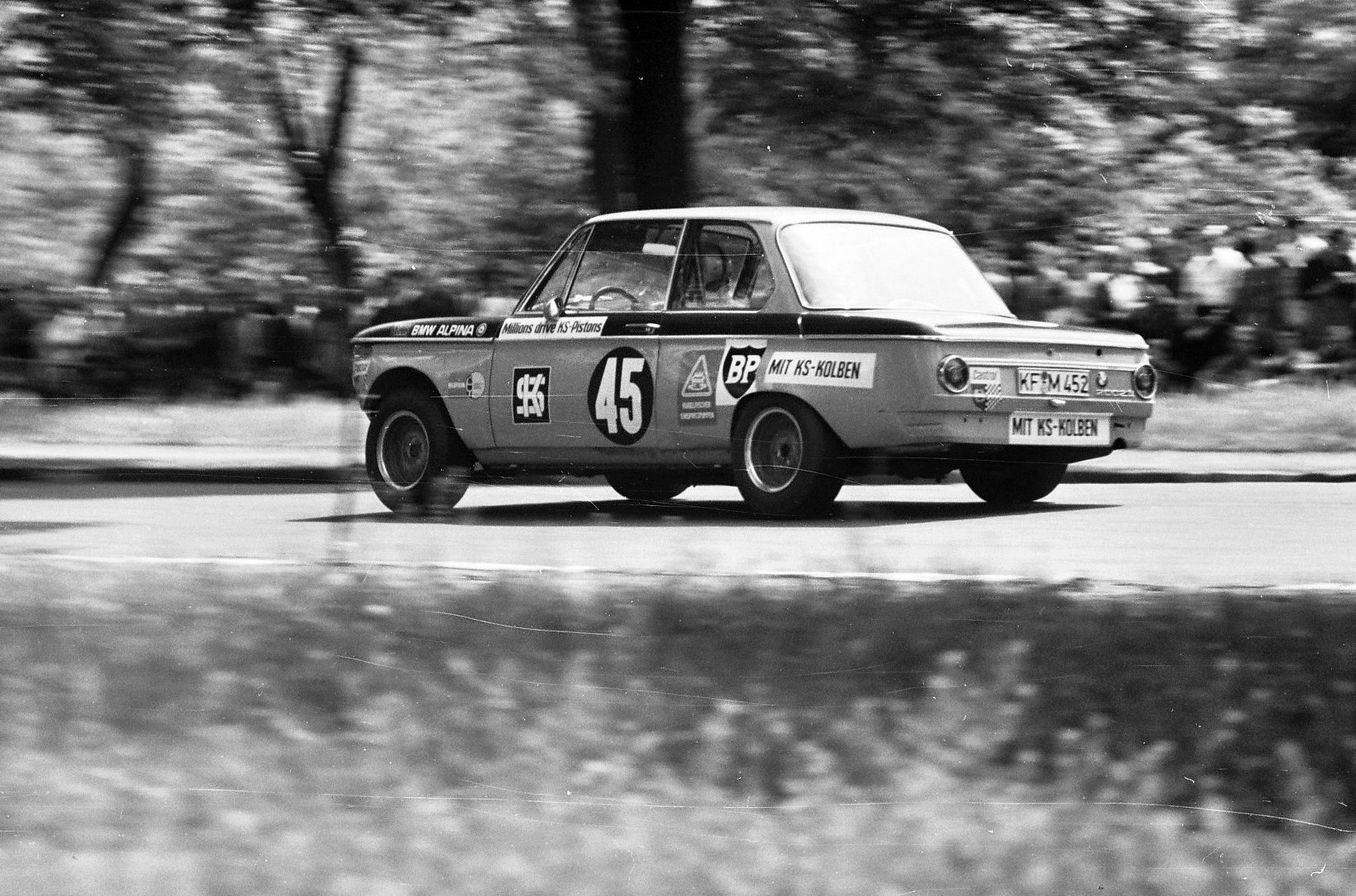
Une BMW 2002 Ti semblable à celle de Lars Nyström, brillant dauphin de Blomqvist en Suède.

| Pos | No | Pilote             | Copilote         | Voiture                | Temps           | Écart         | Groupe |
| --- | -- | ------------------ | ---------------- | ---------------------- | --------------- | ------------- | ------ |
| 1   | 13 | Stig Blomqvist     | Arne Hertz       | Saab 96 V4             | 8 h 35 min 29 s |               | 2      |
| 2   | 50 | Lars Nyström       | Conny Nyström    | BMW 2002 Ti            | 8 h 40 min 42 s | + 5 min 13 s  | 2      |
| 3   | 4  | Harry Källström    | Gunnar Häggbom   | Lancia Fulvia coupé HF | 8 h 41 min 36 s | + 6 min 07 s  | 4      |
| 4   | 3  | Björn Waldegård    | Lars Helmér      | Porsche 911 S          | 8 h 42 min 15 s | + 6 min 46 s  | 4      |
| 5   | 17 | Ove Eriksson       | Börje Österberg  | Opel Kadett Rallye     | 8 h 45 min 12 s | + 9 min 43 s  | 2      |
| 6   | 1  | Åke Andersson      | Bo Thorszelius   | Porsche 911 S          | 8 h 46 min 03 s | + 10 min 34 s | 4      |
| 7   | 36 | Anders Kulläng     | Donald Karlsson  | Opel Kadett Rallye     | 8 h 48 min 19 s | + 12 min 50 s | 1      |
| 8   | 37 | Anders Gullberg    | Leif Wåhlin      | BMW 2002 Ti            | 8 h 48 min 43 s | + 13 min 14 s | 1      |
| 9   | 35 | Lillebror Nasenius | Björn Cederberg  | Opel Kadett Rallye     | 8 h 50 min 19 s | + 14 min 50 s | 1      |
| 10  | 19 | Tom Trana          | Sölve Andreasson | Saab 96 V4             | 8 h 51 min 31 s | + 16 min 02 s | 2      |

### Équipages de tête
- ES1 à ES2 :  Timo Mäkinen -  Gunnar Palm (Ford Escort RS1600)
- ES3 à ES35 :  Stig Blomqvist -  Arne Hertz (Saab 96 V4)

### Vainqueurs d'épreuves spéciales
- Björn Waldegård -  Lars Helmer (Porsche 911 S) : 8 spéciales (ES 11, 18, 21, 25, 27, 29, 31, 34)
- Stig Blomqvist -  Arne Hertz (Saab 96 V4) : 7 spéciales (ES 5, 6, 8, 9, 14, 15, 17)
- Lars Nyström -  Conny Nyström (BMW 2002 Ti) : 4 spéciales (ES 3, 12, 13, 24)
- Timo Mäkinen -  Gunnar Palm (Ford Escort RS1600) : 4 spéciales (ES 1, 10, 26, 28)
- Harry Källström -  Gunnar Häggbom (Lancia Fulvia coupé HF) : 4 spéciales (ES 22, 23, 30, 35)
- Anders Gullberg -  Leif Wåhlin (BMW 2002 Ti) : 2 spéciales (ES 6, 16)
- Jan Henriksson -  Lars-Erik Carlström (Opel Kadett Rallye) : 1 spéciale (ES 7)
- Ove Eriksson -  Börje Österberg (Opel Kadett Rallye) : 1 spéciale (ES 8)
- Åke Andersson -  Bo Thorszelius (Porsche 911 S) : 1 spéciale (ES 35)

## Résultats des principaux engagés
| No | Pilote                 | Copilote             | Voiture                | Groupe | Classement général                         | Class. groupe |
| -- | ---------------------- | -------------------- | ---------------------- | ------ | ------------------------------------------ | ------------- |
| 1  | Åke Andersson          | Bo Thorszelius       | Porsche 911 S          | 4      | 6e à 10 min 34 s                           | 3e            |
| 2  | Ove Andersson          | Agne Nordlund        | Alpine A110 1600 S     | 4      | ab. dans la 11e spéciale (transmission)    | -             |
| 3  | Björn Waldegård        | Lars Helmér          | Porsche 911 S          | 4      | 4e à 6 min 46 s                            | 2e            |
| 4  | Harry Källström        | Gunnar Häggbom       | Lancia Fulvia coupé HF | 4      | 3e à 6 min 07 s                            | 1er           |
| 5  | Jerry Larsson          | Claes Billstam       | Porsche 911 S          | 3      | ab. dans la 9e spéciale (suspension)       | -             |
| 6  | Jean-Luc Thérier       | Claude Roure         | Alpine A110 1600 S     | 4      | ab. dans la 5e spéciale (touchette)        | -             |
| 7  | Alcide Paganelli       | ‘Ninni’ Russo        | Fiat 124 Spider        | 4      | 37e                                        | 4e            |
| 12 | Timo Mäkinen           | Gunnar Palm          | Ford Escort RS1600     | 2      | ab. dans la 31e spéciale (embrayage)       | -             |
| 13 | Stig Blomqvist         | Arne Hertz           | Saab 96 V4             | 2      | 1er                                        | 1er           |
| 15 | Per Eklund             | Rolf Carlsson        | Saab 96 V4             | 2      | ab. dans la 9e spéciale (bielle coulée)    | -             |
| 16 | Jan Henriksson         | Lars-Erik Carlström  | Opel Kadett Rallye     | 2      | ab. après la 31e spéciale (alimentation)   | -             |
| 17 | Ove Eriksson           | Börje Österberg      | Opel Kadett Rallye     | 2      | 5e à 9 min 43 s                            | 3e            |
| 18 | Carl Orrenius          | Lars Persson         | Saab 96 V4             | 2      | participation refusée                      | -             |
| 19 | Tom Trana              | Sölve Andreasson     | Saab 96 V4             | 2      | 10e à 16 min 02 s                          | 5e            |
| 20 | Lasse Jönsson          | Alf Qvist            | Saab 96 V4             | 2      | ab. dans la 2e étape (pompe à essence)     | -             |
| 21 | Giuseppe Ceccato       | Helmut Eisendle      | Fiat 125 S             | 2      | ab. dans la 28e spéciale (sortie de route) | -             |
| 29 | Claude Laurent         | Jacques Marché       | DAF 55 Marathon        | 2      | au delà de la 25e place                    |               |
| 30 | Rob Slotemaker         | Rob Janssen          | DAF 55 Marathon        | 2      | ab. dans la 9e spéciale (sortie de route)  | -             |
| 32 | Jean-Louis Haxhe       | Christian Delferrier | DAF 55 Marathon        | 2      | ab. dans la 18e spéciale (sortie de route) | -             |
| 34 | Lars-Ingvar Ytterbring | Rainer Callin        | Opel Kadett Rallye     | 1      | 14e à 31 min 56 s                          | 6e            |
| 35 | Lillebror Nasenius     | Björn Cederberg      | Opel Kadett Rallye     | 1      | 9e à 14 min 50 s                           | 3e            |
| 36 | Anders Kulläng         | Donald Karlsson      | Opel Kadett Rallye     | 1      | 7e à 12 min 50 s                           | 1er           |
| 37 | Anders Gullberg        | Leif Wåhlin          | BMW 2002 Ti            | 1      | 8e à 13 min 14 s                           | 2e            |
| 38 | Håkan Lindberg         | Bo Reinike           | Fiat 125 S             | 1      | ab. dans la 34e spéciale (sortie de route) | -             |
| 39 | Gunnar Blomqvist       | Ingelöv Blomqvist    | Opel Kadett Rallye     | 1      | 12e à 28 min 40 s                          | 3e            |
| 41 | Sylvia Österberg       | Ingemar Österberg    | Opel Kadett Rallye     | 1      | 20e à 1 h 0 min 06 s                       | 9e            |
| 45 | Ingvar Carlsson        | Conny Nyström        | BMW 2002 Ti            | 1      | 13e à 30 min 21 s                          | 5e            |
| 50 | Lars Nyström           | Conny Nyström        | BMW 2002 Ti            | 2      | 2e à 5 min 13 s                            | 2e            |
| 51 | Per-Inge Walfridsson   | Kjell Nilsson        | Volvo 122              | 2      | 11e à 23 min 10 s                          | 5e            |
| 69 | Sören Skanse           | Jan Nygard           | Volvo 142              | 2      | ab. dans la 1re étape                      | -             |

## Classement du championnat à l'issue de la course
- Attribution des points : 9, 6, 4, 3, 2, 1 respectivement aux six premières marques de chaque épreuve (sans cumul, seule la voiture la mieux classée de chaque constructeur marque des points).
- Troisième du Rallye Monte-Carlo à égalité avec une des Alpine, Porsche a marqué 3,5 points lors de cette épreuve[10].

| Pos. | Marque  | Points | M-C | SUE | SAN | SAF | MAR | AUT | ACR | ALP | RAC |
| ---- | ------- | ------ | --- | --- | --- | --- | --- | --- | --- | --- | --- |
| 1    | Alpine  | 9      | 9   | -   |     |     |     |     |     |     |     |
| 1=   | Saab    | 9      | -   | 9   |     |     |     |     |     |     |     |
| 3    | Porsche | 6,5    | 3,5 | 3   |     |     |     |     |     |     |     |
| 4    | BMW     | 6      | -   | 6   |     |     |     |     |     |     |     |
| 5    | Lancia  | 5      | 1   | 4   |     |     |     |     |     |     |     |
| 6    | Datsun  | 2      | 2   | -   |     |     |     |     |     |     |     |
| 6=   | Opel    | 2      | -   | 2   |     |     |     |     |     |     |     |